# Sozione il Peripatetico
Sozione il Peripatetico (Alessandria, 230 a.C. circa – 160 a.C.) è stato un biografo e dossografo greco antico.

## Biografia
Sozione si colloca, a quanto è possibile ricavare dalle testimonianze, alla fine del III secolo a.C.. Era alessandrino, secondo la citazione in tutti i frammenti, e il fatto che venga definito "peripatetico" parrebbe indicare che studiasse ad Atene. I terminus per la sua vita sarebbero il periodo 208-204 a.C., il quadriennio olimpico in cui cade la morte di Crisippo, da lui citata, e il fatto che la sua opera fu compendiata da Eraclide Lembo nel II secolo a.C..

## Opere
Anche se rappresentò una fonte importante, pur indiretta, per la Vita dei filosofi di Diogene Laerzio, della sua opera Successioni dei filosofi (Διαδοχαί τὢν φιλοσόφων), restano solo pochi frammenti. Era una storia in tredici libri sui filosofi, divisi in scuola ionica e scuola italica, in parte basata su Teofrasto, come doveva esserlo anche quella di Nicia di Nicea.
Tale divisione è rinvenibile dai frammenti, praticamente tutti citati da Diogene Laerzio, su Periandro, Anassagora, Aristippo, Stilpone, Menedemo, Platone, Eudosso, Eraclide Pontico, Demetrio Falereo, Diogene, Zenone di Cizio, Perseo, Crisippo, Pitagora, Empedocle, Parmenide, Senofane, Eraclito, Timone di Fliunte, Epicuro, le origini barbare della filosofia.
Le Successioni, dunque, a giudicare da questi frammenti, erano così divise: nel I si parlava di Talete, dei Sette Sapienti e dei Fisici; nel II di Socrate e Aristippo; nel III dei Socratici; nel IV di Platone; nel V degli  Accademici; nel VI di Aristotele e dei suoi discepoli; nel VII dei Cinici; nell'VIII degli Stoici; nel IX di Pitagora; nel X degli Eleati e di Democrito; nell'XI dei Pirroniani; nel XII di Epicuro; nel XIII dei barbari. In effetti, Sozione riteneva che la filosofia in un primo tempo fu praticata dai «barbari», ossia dalle popolazioni non greche, e che solo in un secondo momento fu portata in Grecia.
Fu anche autore di un commento ai Silli di Timone di Fliunte..
Con Sozione, quindi, «si introduce nella tradizione erudita un nuovo equivalente della storicità del pensiero, destinato a successive interminabili riprese ed utilizzazioni. Tale storicità si fissa nel motivo della tradizione, unica garanzia dell'unità del pensiero; ma la stessa tradizione viene ridotta all'esteriorità del legame maestro-discepolo; perciò immettersi nella tradizione significherà immettersi nella sequela delle successioni: la successione come tale viene assunta ad elemento risolutore e dell'unità e della storicità, appunto in mancanza dell'energia speculativa capace di dare al problema una soluzione meno immediata e dogmatica. Dall'opera di Sozione si dovrebbe, in sostanza, ricavare la conclusione che la filosofia trova il suo valore ed il suo fondamento in una sorta di continuità gerarchica ed organizzativa di coloro che la coltivano».